# Rover 12
El Rover 12 fue un modelo de automóvil producido por la empresa británica Rover entre los años 1905 y 1948. En este largo período de 43 años se lanzaron al menos seis versiones distintas, que en muchos casos solo tuvieron en común el nombre y la configuración de berlina.

## Rover 10-12 (1905-1907)
El primer Rover 12 fue el tercer modelo que la casa automovilística produjo, y se lanzó en 1905. Tenía un motor de cuatro cilindros refrigerado por agua y una cilindrada de 1767 cm³.

## Rover 12 (1909-1910)
El nuevo Rover 12 utilizó un motor de dos cilindros con válvulas de aspiración laterales y refrigerado por agua, con una cilindrada de 1624 cm³. Muchos de estos coches fueron utilizados como taxis.

## Rover 12 (1911-1912)

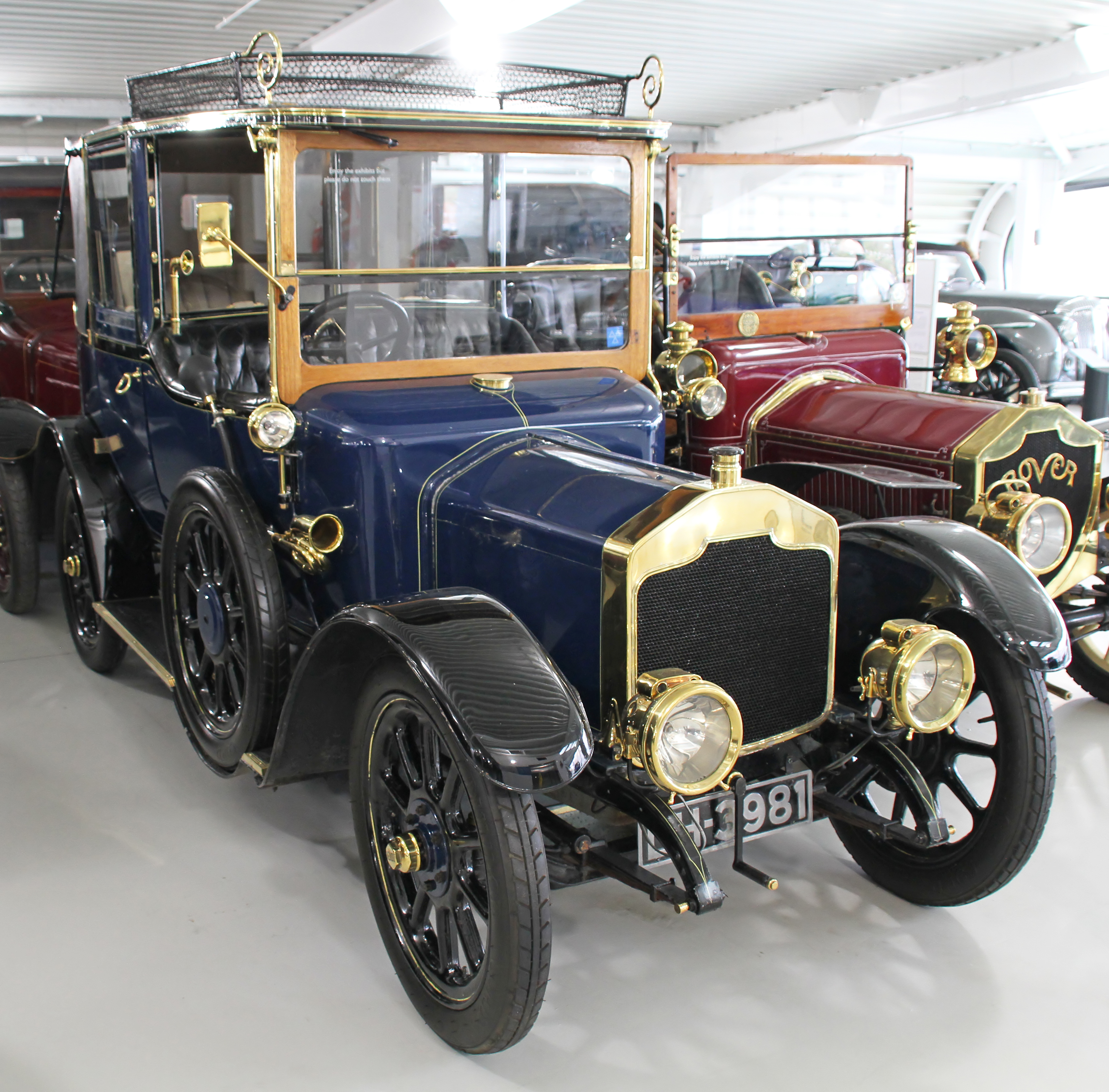
Landó matriculado en diciembre de 1912

El modelo de 1911 tenía un nuevo motor Knight de dos cilindros refrigerado por agua, con 1882 cm³ y una potencia de 12 CV.

## Rover 12 (1912-1923) y 14 (1924)
En 1912, el nuevo Rover 12 llegó para reemplazar todos los modelos anteriores. Fue diseñado por Owen Clegg. Tenía un motor refrigerado por agua de cuatro cilindros y 2297 cm³ con un carburador SU fabricado por Rover bajo licencia. Tenía una caja de cambio de tres velocidades.
En 1924, el nombre del automóvil se cambió a Rover 14, modelo en el que se adoptó una caja de cambios de cuatro velocidades. El nombre representaba la potencia del motor, que era de 13.9 CV.

## Rover 12/4 (P1) (1934-1936)
El nuevo 12 se lanzó en 1934 y formó parte de la nueva gama producida por los hermanos Wilks. Tenía un novedoso motor de cuatro cilindros, 1496 cm³ y 53 CV. También el chasis era nuevo, aunque estaba basado en el modelo Pilot del año 1932. La caja de cambios tenía cuatro velocidades, con un mecanismo de piñón libre. La suspensión era convencional. Los primeros modelos tenían una batalla de 2.84 m. Alcanzaba una velocidad máxima de 112 km/h con un consumo de 7 km/l.
La carrocería se construyó al estilo tradicional, con paneles de acero junto con elementos de madera. De esta versión, se produjeron 5775 copias.
Este coche más tarde se conoció como el Rover P1.

## Rover 12 (P2) (1937-1948)

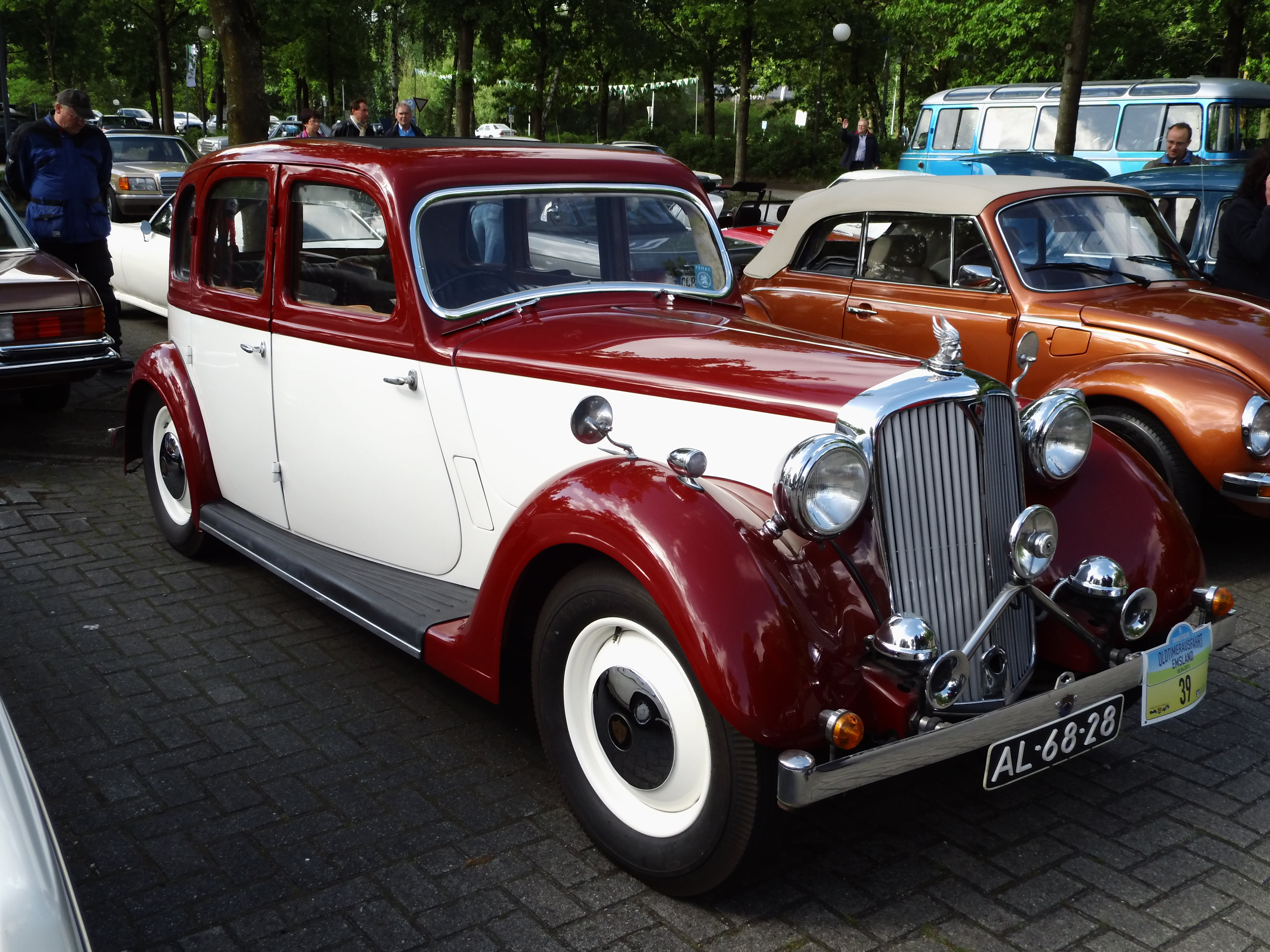
Rover 12 Berlina (P2) (1939)

Una versión actualizada salió en 1937, con cambios principalmente estilísticos y el chasis reforzado.
Los modelos de 1938 tenían cubiertas laterales fijas, y la versión de 1939 llevaba las dos marchas superiores sincronizadas. Las ruedas de chapa prensada se convirtieron en opcionales a las ruedas de radios en 1939, y pasaron a ser un estándar en los modelos de posguerra.
Se produjeron 11.786 unidades antes de la guerra y otros 4840 después.
Este automóvil, junto con el más pequeño de 10 CV y el más grande de 14/16 CV, se conoció como Rover P2.

## Imágenes
|  |  |  |  |
|  |  |  |  |
|  |  |  |  |
|  |  |  |  |
|  |  |  |  |